# Heldensteen

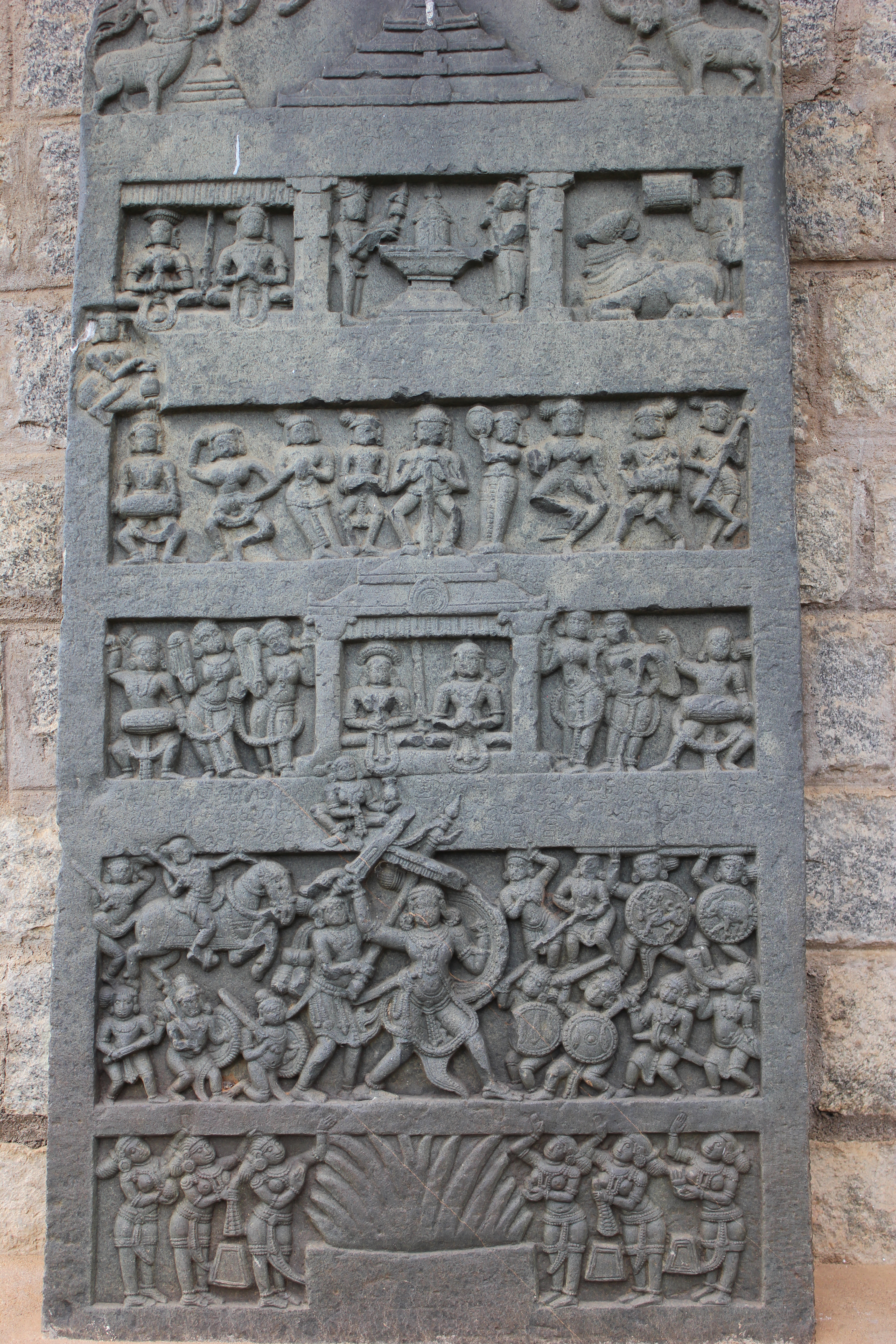
Heldensteen bij de Kedareshvara-tempel in Balligavi, Karnataka

Een heldensteen is een gedenksteen die een heldendood herdenkt. Ze komen zeer veel voor in India waar ze vooral tussen de 3e eeuw v.Chr. en de 18e eeuw n.Chr. werden opgericht. Ook nu nog worden er in onder meer Karnataka en stammensamenlevingen in Gujarat en Madhya Pradesh gedenkpilaren opgericht. Karnataka kent met zo'n 2650 heldenstenen het grootste aantal, die vooral tussen de 5e en 13e eeuw zijn opgericht.
Veelal wordt het verhaal van de held afgebeeld in reliëf, soms aangevuld met een inscriptie. Hoewel het overgrote deel van de helden mannelijk is, zijn er enkele gewijd aan vrouwen. Ook dieren figureren op de stenen en in een aantal gevallen zijn de stenen aan hen gewijd.